# Saraya (Département)

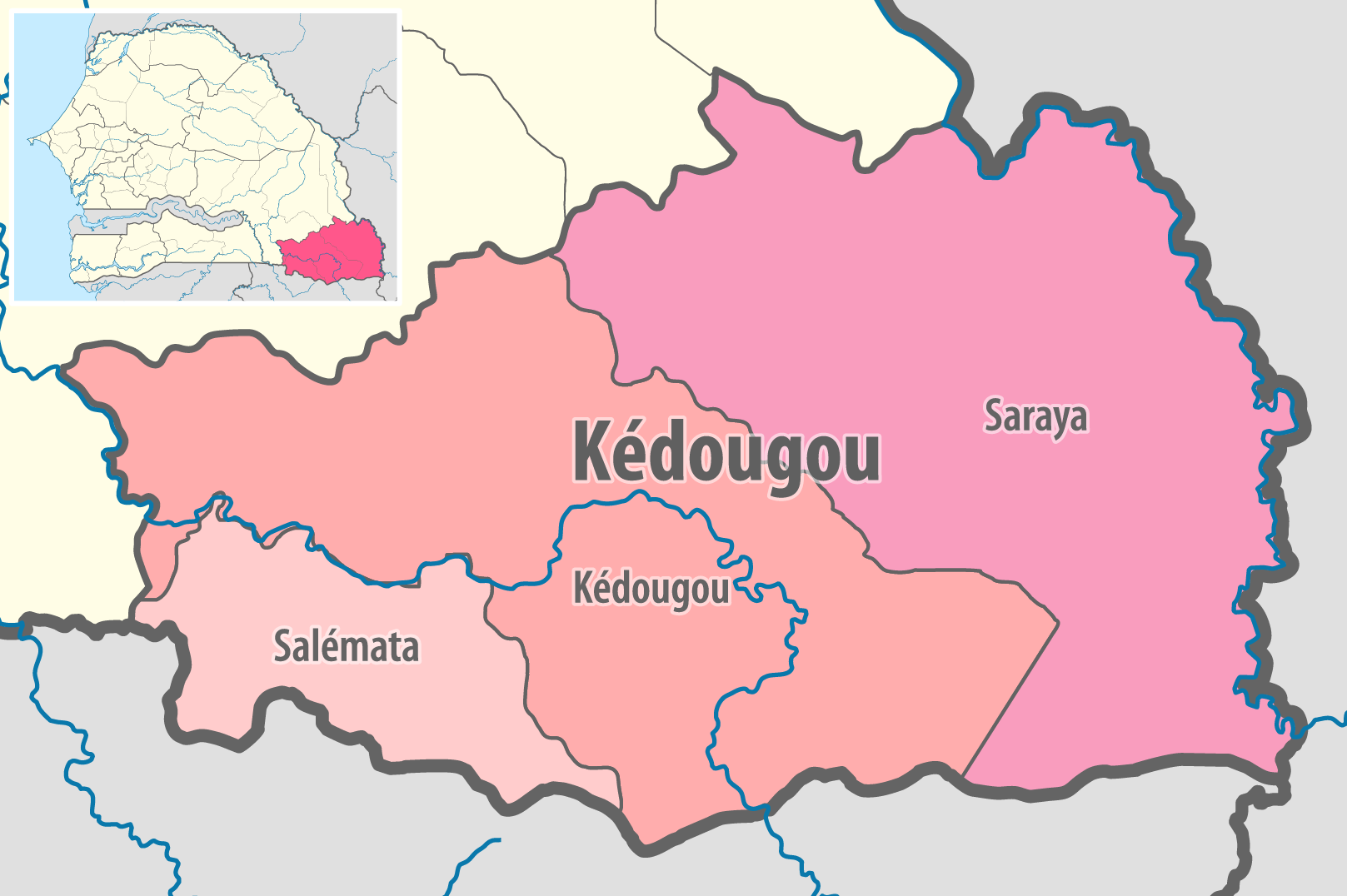
Département Saraya in der Region Kédougou

Das Département Saraya ist eines von 45 Départements, in die der Senegal, und eines von drei Départements, in die die Region Kédougou gegliedert ist. Es liegt im äußersten Südosten des Senegal mit der Hauptstadt Saraya. Am Falémé wurden abbauwürdige Eisenerzvorkommen nachgewiesen.
Das Département hat eine Fläche von 8777 km² und gliedert sich wie folgt in Arrondissements, Kommunen (Communes) und Landgemeinden (Communautés rurales):
| Commune / Arrondissement | Communauté rurale | Einwohner 2013 |
| Saraya                   | —                 | 2.726          |
| Bembou                   | Bembou            | 13.646         |
| Bembou                   | Médina Baffé      | 6.782          |
| Sabodala                 | Khossanto         | 2.546          |
| Sabodala                 | Missirah Sirimana | 12.756         |
| Sabodala                 | Sabodala          | 12.268         |
| Département              | —                 | 50.724         |